# Axylia subcorticalis
Axylia subcorticalis är en fjärilsart som beskrevs av Hüfnagel 1766. Axylia subcorticalis ingår i släktet Axylia och familjen nattflyn. Inga underarter finns listade i Catalogue of Life.